# Uxbridge (Massachusetts)
Uxbridge es un municipio situado en el condado de Worcester, Massachusetts, Estados Unidos. Tiene una población estimada, a mediados de 2022, de 14 386 habitantes.

## Geografía
La localidad está ubicada en las coordenadas 42°3′40″N 71°38′37″O / 42.06111, -71.64361. Según la Oficina del Censo de los Estados Unidos, Uxbridge tiene una superficie total de 78.4 km², de la cual 76.6 km² corresponden a tierra firme y  1.8 km² son agua.

## Demografía
Según el censo de 2020, en ese momento había 14 162 personas residiendo en la localidad. La densidad de población era de 184.9 hab./km². El 90.91% de los habitantes eran blancos, el 0.81% eran afroamericanos, el 0.20% eran amerindios, el 1.19% eran asiáticos, el 0.04% eran isleños del Pacífico, el 1.45% eran de otras razas y el 5.39% eran de una mezcla de razas. Del total de la población, el 3.19% eran hispanos o latinos de cualquier raza.